# عصمت ستارزاده
عصمت ستارزاده (۱۲۹۰ - مرداد ۱۳۷۲) نویسنده و مترجم ایرانی بود. او برای ترجمهٔ کتاب شرح کبیر انقروی بر مثنوی مولوی برندهٔ جایزهٔ سلطنتی کتاب سال شد.

## آثار
- شرح کبیر انقروی بر مثنوی مولوی (ترجمه)
- شرح سودی بر حافظ (ترجمه)